# Eretmocerus pallidus
Eretmocerus pallidus är en stekelart som beskrevs av Dozier 1932. Eretmocerus pallidus ingår i släktet Eretmocerus och familjen växtlussteklar.
Artens utbredningsområde är:
- Haiti.
- Puerto Rico.

Inga underarter finns listade i Catalogue of Life.